# 寶珠山站
寶珠山站（日语：／ Hōshuyama eki */?）是位於福岡縣朝倉郡東峰村，九州旅客鐵道（JR九州）日田彥山線BRT（BRT彥星線）的車站。先前原為日田彥山線的鐵道車站。
此站位於東峰村南邊。車站鄰近大肥川，並與國道211號並行。
鐵路年代時，此站是九州唯一月台跨越縣界的車站，約三分之一的月台座落在大分縣，而包括站房在內的其餘部分皆位於福岡縣，所以歸入福岡縣車站，轉為BRT後，兩個候車月台均座落在福岡縣境內。

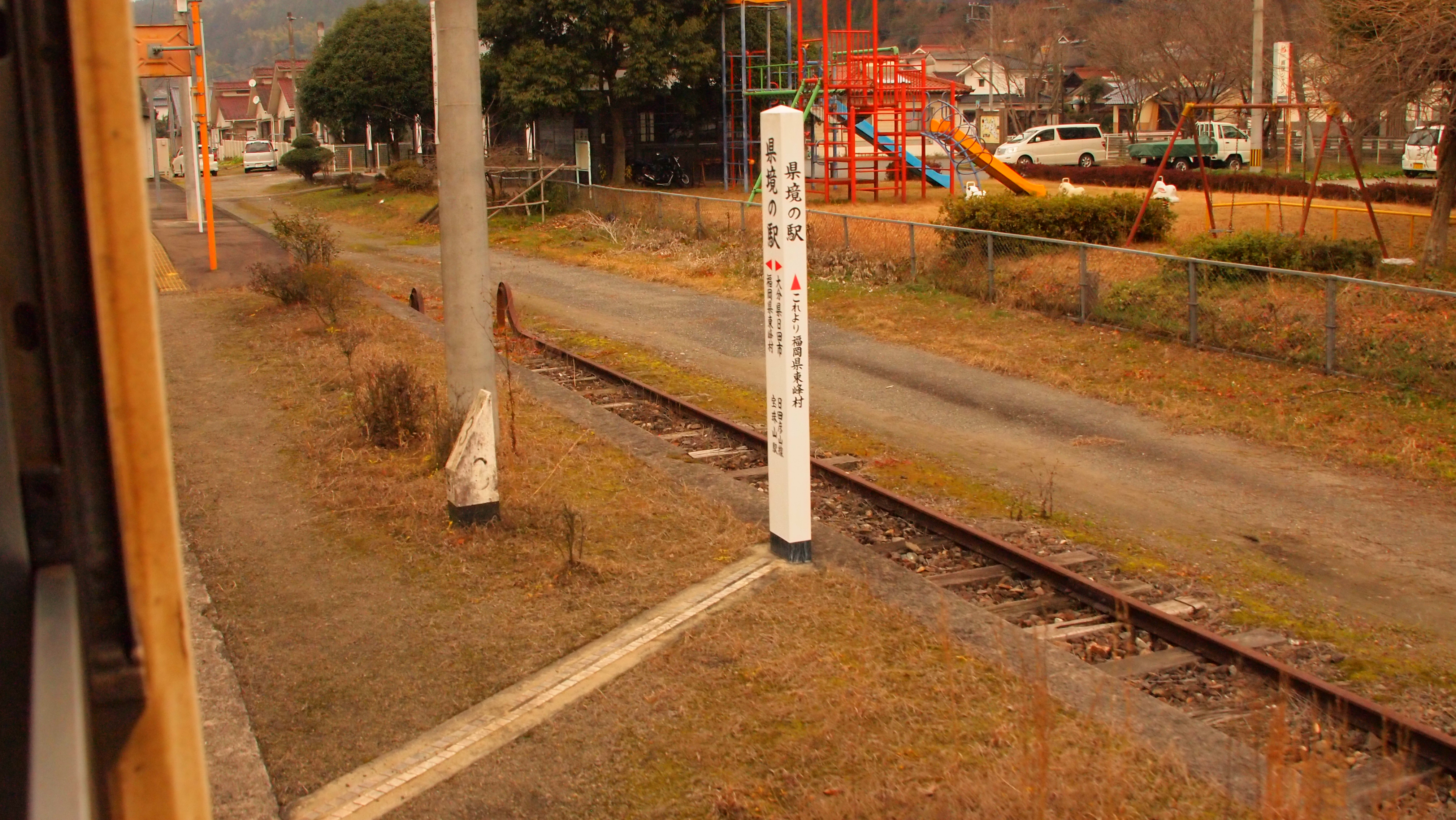
寶珠山站原鐵路月台上的縣界

## 車站構造

### 站房改造工程
作為地域振興原故，東峰村於2024年3月公佈會為村內三個車站進行改造工程，其中，本站站房於2024年7月起開始進行，同年12月底完成。2025年1月18日，在福岡縣知事服部誠太郎、大分縣知事佐藤樹一郎、東峰村村真田秀樹及有份參與設計、曾多次為JR九州列車等項目擔任設計的水戸岡鋭治主持了竣工及開幕儀式。

### 站房
建有一座以木搭成、附設閣樓的單層站房一座，為第二代站房，建於1998年。站房外圍的木板和玻璃窗，大部份都是翻新工程時後加的。其中位於站房、原為公共開放空間部份，在前、後加回趟門後，改成為新的車站出入口；右側原為車站出入口及候車大堂，玄關位同樣加裝了玻璃外框成為空內部份，現時則改為供兒童玩耍的遊戲空間「KIDS ROOM POPO」，至於站房的左側的空間，現時用作咖啡室，最左側為洗手間，翻新後，改成為男、女及傷殘人士獨立式洋式洗手間；至於站房後方、加上外牆改為室內空間後，近候車月台一端成為了候車空間，並設置了2張以木和鐵架所搭成的候車長櫈；同時顯示班次的LED屏幕亦重置於此；近另一端則作為咖啡室的伸延部份。

### BRT月台

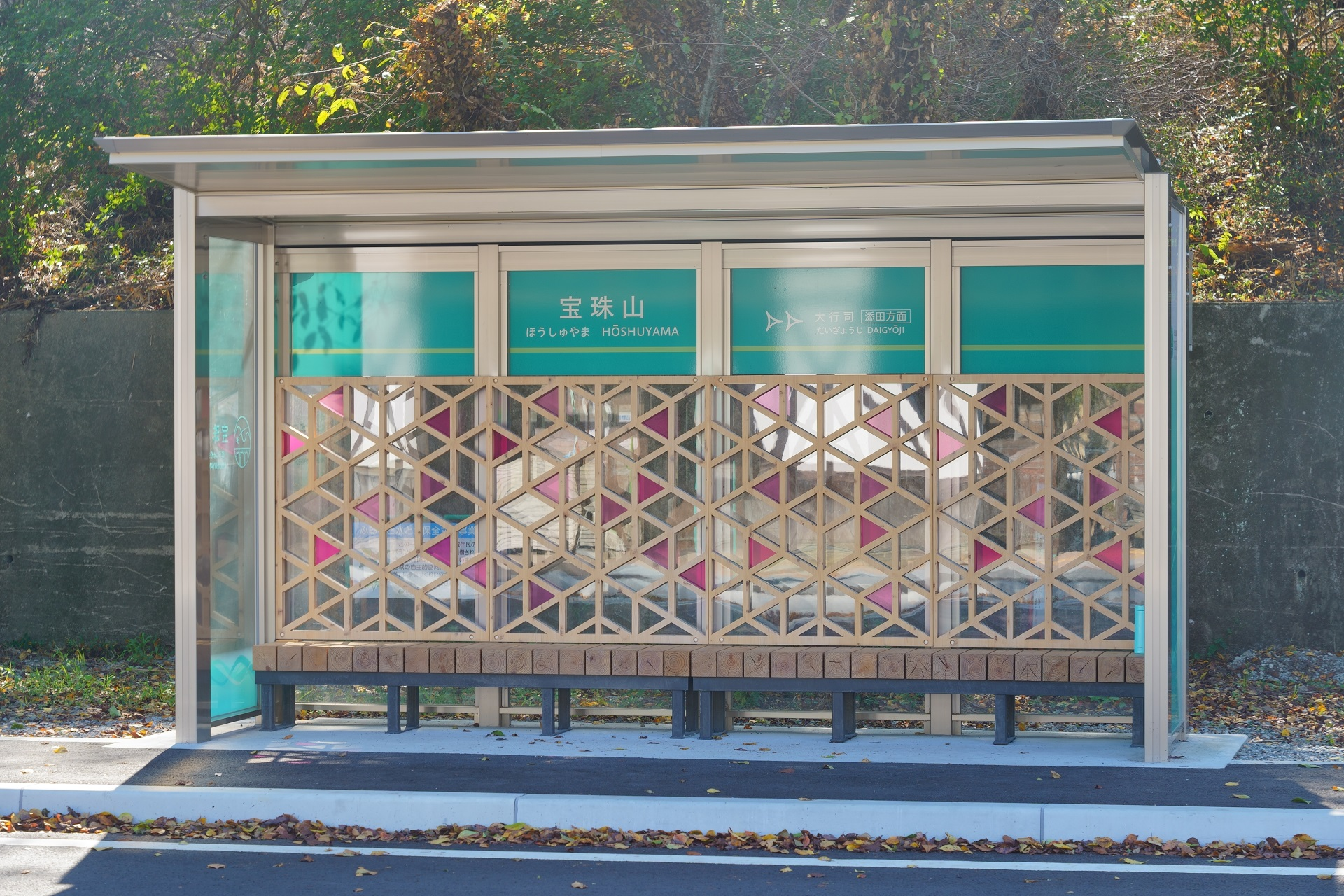
往添田方向的BRT候車室(2023年9月)

現時設有兩個候車月台，都是位於專用道路範圍內，其中往日田方向為靠近站房一方，採用簡易式直立站牌；往添田的月台設於原月台位置，為JR九州在沿線設立的七個特色候車亭之一。背板的圖案靈感採自靠近月台的一排櫻花樹，以三角形及四邊形圖案代表花瓣，部份更加上粉紅的膠片，再加上背後的透明背板，突顯其穿透色彩。
| 月台             | 路線                        | 上下行             | 方向     | 備註 |
| ---------------- | --------------------------- | ------------------ | -------- | ---- |
| 東側（靠近站房） | ■日田彥山線BRT（BRT彥星線） | 下行               | 日田方向 |      |
| 西側（靠近山邊） | 上行                        | 筑前岩屋、添田方向 |          |      |

### 翻新工程後的原鐵路月台
一段包括了顯示兩縣縣界的原鐵道月台亦獲得了保留，並在上面搭建了一座以玻璃幕牆為主的主題館「POPO MUSEUM」，該處亦同時兼買東峰村紀念品及另一處咖啡室，原本豎立在月台上的兩縣分界柱也獲得了保留，並移至原棄用路軌的一邊，至於原在月台上的分界線，因落入咖啡室內，因此改為以木板劃出分界線，並在地面上標示「福岡縣」和「大分縣」；而對出的一小段路軌亦獲得保留，並配置了一部「路軌四輪單車」供遊客乘坐，亦在路軌盡頭加設旋轉盤以能調頭。至於其餘月台部份，雖然已被拆去，但在原址則放置了一個以金屬板鑄成的列車型裝置藝術，其中在機車部份更加裝上了搖鐘。

### 其他
因應BRT巴士更方便駛進專用道路區域，原來位於站房左側的兒童遊樂場被拆去，改成為進出專用道的入口，也加設了防止其他車輛駛入的移動式橫竿；旁邊的門球場則暫時獲得了保留；至於站房對出、原本面對舊車站入口的跨河橋，也重新在南端約20米架起了新的橋面。原位置則改成可以前往河床的樓梯。因應橋位及車站入口的改動，原西鐵巴士的巴士站也隨之遷移。

### 改修前站房
改修工程前，站務部份位於站房右側，進站後為舊售票大堂，左側為已停用的站務室及售票窗口，BRT開通後，在售票窗口前方放置了顯示班次的LED屏幕；前方為開式式驗票口，右側設有木製的候車長櫈；站房中央部份為開放空間，可直接進入月台範圍，至於左側較大的空間，則用作福井社區中心之用（相當如一般的地方公民館）。最左側為男、女及傷殘人士獨立式洗手間。而站房外左側原設有一個小型的兒童遊樂場及門球場。

### 鐵道時代的月台
原設計為1面2線的島式月台，但停駛前則為1面1線，靠近站房一方的路軌被拆走，而月台中央則設有採用削去月台邊沿方式而做成的梯級出入口，並在月台上架起了一個以鐵皮和鐵架所蓋成的有蓋候車亭。而在分隔在大分縣和福岡縣的月台邊界線上，則採用了東峰村的特產「小石原燒」的兩款陶板鋪設。
列車到站時，往日田方向為左側上落，往添田方向為右側上落。
| 路線        | 上下行                      | 方向                              | 備註 |
| ----------- | --------------------------- | --------------------------------- | ---- |
| ■日田彥山線 | 上行                        | 田川後藤寺、經■日豐本線往小倉方向 |      |
| 下行        | 日田、經■久大本線往大分方向 |                                   |      |

## 歷史
- 1937年8月22日：彥山線夜明站至此站之間開通，此站啟用[13][2][3]。
- 1946年9月20日：彥山線此站至大行司站之間開通[14][2]。
- 1960年4月1日：日田線與彥山線統合為日田彥山線[15]。
- 1971年2月10日：降為無人車站[4]。
- 1987年4月1日：隨國鐵分割民營化，車站由九州旅客鐵道（JR九州）營運[16][17][18]。
- 2017年：

- 7月5日：因受2017年7月九州北部暴雨影響使車站暫停營業。
- 7月31日：因應日田彥山線長期不能通行，JR開設由大行司至日田替代巴士服務，代行巴士在車站南端約150米外的國道211號臨時巴士站上，唯該巴士站剛好踏進了大分縣的範圍內。

- 2023年8月28日：車站改為BRT車站後，重新啟用，位置改回至原鐵路月台上[21][22]。

## 使用狀況
《福岡縣統計年鑑》及「東峰村統計網頁」均沒有本站的使用記錄。
自2016年度起，由於JR九州只公佈最多使用量的首300個車站後，本站不單未能顯示實際的使用量，就連表列於「超過100人」的附錄內也沒有打進過。BRT通車後，JR九州公佈BRT車站使用情況。
| 年度 | 一日平均 乘車人次 | 參考資料   |
| ---- | ----------------- | ---------- |
| 2016 | <100              | [ 統計 2 ] |
| 2017 | <100              | [ 統計 3 ] |
| 2018 | 車站停用          |            |
| 2019 | 車站停用          |            |
| 2020 | 車站停用          |            |
| 2021 | 車站停用          |            |
| 2022 | 車站停用          |            |
| 2023 | 14                | [ 統計 4 ] |

## 相鄰車站
九州旅客鐵道（JR九州）
■日田彥山線BRT（BRT彥星線）
大行司－寶珠山－吉竹

### 統計數據
1. ↑  鐵道車站時代。
2. ↑   (PDF). 九州旅客鉄道. 2017-07-31  [2017-08-01]. （原始内容 (PDF)存档于2017-08-01）.
3. ↑   (PDF). 九州旅客鉄道.   [2019-05-20]. （原始内容 (PDF)存档于2018-07-17）.
4. ↑  駅別乗車人員上位300駅（2023年度） （页面存档备份，存于），JR九州。

## 外部連結
- JR九州寶珠山站 （页面存档备份，存于）（日語）